# Корте Нуова Амјани (Ферара)
Корте Нуова Амјани је насеље у Италији у округу Ферара, региону Емилија-Ромања.
Према процени из 2011. у насељу је живело 32 становника. Насеље се налази на надморској висини од -5 м.